# 道明证券
道明证券（英語：TD Securities）是一家加拿大投资银行和金融服务提供商，为全球企业、政府和机构客户提供咨询和资本市场服务。该公司提供企业银行和投资银行、资本市场和全球交易服务。道明证券作为道明银行集团的投资银行，在全球16座城市设有办公地点，拥有5,000多名员工，在全球主要市场服务逾12,000家企业、政府和机构客户。
道明证券的业务遍及北美、欧洲和亚太地区。主要业务领域包括管理企业融资和贷款，并购战略咨询服务，市场风险管理，债权证券和所有权证券，金融衍生品，日常交易和投资，以及其他多个金融领域。其中一个重要部分是在世界各地的主要金融市场进行固定收益和股票产品、货币、大宗商品和金融衍生品的交易。

## 发展历史
1987年，道明银行集团创建多伦多道明证券（英語：Toronto Dominion Securities），为企业客户提供企业、财务和投资银行服务。几年后，道明银行集团进一步整合其投资公司业务，成立了道明证券公司（英語：TD Securities Incorporated）这一在全球范围内为个人和企业提供解决方案的金融服务公司。
2000年，道明证券收购Newcrest Capital，以此提升其包括为机构客户提供股票销售、交易、研究、承销和分销服务的能力。
2017年，道明证券收购Albert Fried & Company，以此拓宽其产品线，加强其美国业务并加速公司增长。
2022年，道明证券收购Cowen Inc.，以此加快其在美国的长期发展战略。

## 办公地点
道明证券在全球16座城市设有办公地点，分别位于：
加拿大
- 多伦多
- 卡尔加里
- 蒙特利尔
- 温哥华

美国
- 纽约
- 休斯敦
- 波士顿
- 芝加哥

欧洲和亚太地区
- 伦敦
- 都柏林
- 香港
- 新加坡
- 上海
- 首尔
- 东京
- 孟买

## 相关内容
- 多伦多道明银行
- 投资银行